# Yūto Ōshiro
Yūto Ōshiro (japanisch 大城 佑斗 Ōshiro Yūto; * 19. Oktober 1996 in der Präfektur Aichi) ist ein japanischer Fußballspieler.

## Karriere
Ōshiro erlernte das Fußballspielen in der Schulmannschaft der Chukyo University Chukyo High School und der Universitätsmannschaft der Chūkyō-Universität. Seinen ersten Vertrag unterschrieb er 2019 in Nagano beim AC Nagano Parceiro. Der Verein spielte in der dritten japanischen Liga, der J3 League. Nach 35 Drittligaspielen wechselte er im Januar 2020 zum Okinawa SV. Der Verein aus Uruma spielte in der Kyushu Soccer League. 2021 und 2022 wurde er mit dem Verein Meister der Liga. 2022 stieg er mit dem Verein in die vierte Liga auf. Nach insgesamt 76 Ligaspielen wechselte er im Januar 2025 zu dem ebenfalls in der vierten Liga spielenden FC Maruyasu Okazaki.

## Erfolge
Okinawa SV
- Kyushu Soccer League: 2021, 2022